# Walloping Wallace
Pour plus de détails, voir Fiche technique et Distribution.
Walloping Wallace est un film américain réalisé par Richard Thorpe, sorti en 1924.

## Synopsis
Buddy Wallace est le contremaître du ranch Lazy B qui appartient à Carol Grey. Un jour, il licencie Squinty Burnt pour avoir tiré au flanc lors de l'envoi de bétail. Pour se venger, Squinty enlève Carol. Buddy se lance à sa poursuite mais est soupçonné d'être l'auteur de l'enlèvement. Il finira par sauver Carol et son bétail et sera récompensé par la promesse de Carol de l'épouser.

## Fiche technique
- Titre original : Walloping Wallace
- Réalisation : Richard Thorpe, Norbert Myles[1]
- Scénario : Norbert Myles[2], Betty Burbridge[3], d'après la nouvelle A Man of Action de Robert J. Horton
- Production : Lester F. Scott Jr.
- Société de production : Approved Pictures
- Société de distribution : Weiss Brothers Artclass Pictures
- Pays de production :  États-Unis
- Langue originale : anglais
- Format : noir et blanc — 35 mm — 1,37:1 — Film muet
- Genre : Western
- Durée : 5 bobines - 1 472 m
- Date de sortie :
  - États-Unis : 15 octobre 1924

## Distribution
- Buddy Roosevelt : Buddy Wallace
- Violet La Plante : Carol Grey
- Lew Meehan : Squinty Burnt
- N. E. Hendrix : Shorty
- Lillian Gale : Ma Fagin
- Terry Myles : Spud, le fils de Ma Fagin
- Olin Francis : le shérif
- Dick Bodkins : l'acheteur de bétail